# 블러드라인 (2008년 영화)
《블러드라인》(Bloodline)은 미국에서 제작된 브루스 버게스 감독의 2008년 다큐멘터리 영화이다. 가브리엘 바케이 등이 주연으로 출연하였다.

## 출연

### 주연
- 가브리엘 바케이
- 브루스 버게스

## 기타
- 프로듀서: 에릭 마저